# Milieux alluviaux du Rhône aval
Milieux alluviaux du Rhône aval este o arie protejată (sit de importanță comunitară — SCI) din Franța întinsă pe o suprafață de 2.106,5 ha, integral pe uscat.

## Localizare
Centrul sitului Milieux alluviaux du Rhône aval este situat la coordonatele 44°21′42″N 4°39′00″E / 44.36167°N 4.65°E.

## Înființare
Situl Milieux alluviaux du Rhône aval a fost declarat arie specială de conservare în baza directivei 92/43 din 1992 referitoare la conservarea habitatelor naturale și a faunei și florei sălbatice pentru a proteja 24 de specii de animale.

## Biodiversitate
Situată în ecoregiunea mediteraneană, aria protejată conține 13 habitate naturale: Cursuri de apă de la nivel de câmpie la nivel montan, cu vegetație Ranunculion fluitantis și Callitricho-Batrachion, Pajiști cu Molinia pe soluri calcaroase, turboase sau argilos-nămoloase (Molinion caeruleae), Păduri aluvionare cu Alnus glutinosa și Fraxinus excelsior (Alno-Padion, Alnion incanae, Salicion albae), Galerii de Salix alba și de Populus alba, Lacuri eutrofice naturale cu vegetație de tip Magnopotamion sau Hydrocharition, Pajiști uscate seminaturale și facies de acoperire cu tufișuri pe substraturi calcaroase (Festuco-Brometalia) (* situri importante pentru orhidee), Păduri mixte riverane de Quercus robur, Ulmus laevis și Ulmus minor, Fraxinus excelsior sau Fraxinus angustifolia, de-a lungul marilor râuri (Ulmenion minoris), Ape stătătoare oligotrofe până la mezotrofe, cu vegetație de Littorelletea uniflorae și/sau de Isoëto-Nanojuncetea, Ape puternic oligomezotrofe cu vegetație bentonică cu Chara spp., Râuri de munte și vegetația lor lemnoasă cu Salix elaeagnos, Pajiști calcaroase din nisipuri xerice, Râuri mediteraneene cu debit permanent și vegetație de Glaucium flavum, Râuri cu maluri nămoloase cu vegetație de Chenopodion rubri p.p. și Bidention p.p..
La baza desemnării sitului se află mai multe specii protejate:
- mamifere (10): liliac cârn (Barbastella barbastellus), castor (Castor fiber), vidră de râu (Lutra lutra), liliac cu aripi lungi (Miniopterus schreibersii), liliac cu urechi de șoarece (Myotis blythii), liliac cu picioare lungi (Myotis capaccinii), liliac cărămiziu (Myotis emarginatus), liliac comun (Myotis myotis), liliacul mare cu potcoavă (Rhinolophus ferrumequinum), liliacul mic cu potcoavă (Rhinolophus hipposideros)
- nevertebrate (5): croitorul mare al stejarului (Cerambyx cerdo), Coenagrion mercuriale, Gomphus graslinii, rădașcă (Lucanus cervus), Oxygastra curtisii
- pești (9): Alosa fallax, Barbus meridionalis, zglăvoacă (Cottus gobio), cicar (Lampetra planeri), Parachondrostoma toxostoma, Petromyzon marinus, boarță (Rhodeus amarus), clean dungat (Telestes souffia), Zingel asper

Pe lângă speciile protejate, pe teritoriul sitului au mai fost identificate 21 de specii de plante, 1 specie de păsări, 9 specii de amfibieni, 14 specii de mamifere, 12 specii de nevertebrate, 7 specii de pești, 5 specii de reptile.